# Ahmet Yesevi, Sultanbeyli
Ahmet Yesevi là một xã thuộc huyện Sultanbeyli, tỉnh Istanbul, Thổ Nhĩ Kỳ.